# Troy McIntosh
Troy McIntosh, né le 29 mars 1973, est un athlète bahaméen spécialiste du 400 mètres.
En 2001, il se classe deuxième du relais 4 × 400 m des Championnats du monde d'Edmonton en 2 min 58 s 19  (record national amélioré alors) aux côtés de Avard Moncur, Chris Brown et Timothy Munnings. En 2008, les Bahamas récupèrent la médaille d'or à la suite de la disqualification de l'équipe des États-Unis, pour dopage d'Antonio Pettigrew.

## Palmarès
| Année | Compétition                              | Lieu         | Place | Épreuve   |
| ----- | ---------------------------------------- | ------------ | ----- | --------- |
| 1996  | Jeux olympiques                          | Atlanta      | 7e    | 4 × 400 m |
| 1998  | Coupe du monde des nations               | Johannesburg | 3e    | 400 m     |
| 1998  | Coupe du monde des nations               | Johannesburg | 3e    | 4 × 400 m |
| 1998  | Jeux d'Amérique centrale et des Caraïbes | Maracaibo    | 1er   | 400 m     |
| 1999  | Championnats du monde en salle           | Maebashi     | 4e    | 400 m     |
| 1999  | Championnats du monde                    | Séville      | 7e    | 4 × 400 m |
| 2001  | Championnats du monde                    | Edmonton     | 1er   | 4 × 400 m |
| 2002  | Jeux du Commonwealth                     | Manchester   | 3e    | 4 × 400 m |
| 2005  | Championnats du monde                    | Helsinki     | 2e    | 4 × 400 m |